# 직업으로서의 학문
《직업으로서의 학문》은 막스 베버가 《직업으로서의 정치》와 같이 1919년 뮌헨 대학의 학생 집회에서 한 강연이다.
내용을 보면, 우선 직업으로서의 학문의 외적 조건(대학교수 취직과 승진)에 대해 독일과 미국의 사정을 비교한 다음, 이 논문의 중심 테마인 학문의 내적 조건 및 학문의 직분(職分)에 대해 언급한다. 여기서는 더욱 전문화되고 나날이 진보되는 학문의 세계에서 살려는 자는 자기의 전문영역에 전적으로 파묻힐 것, 그러나 그 업적은 늘 시대에 뒤떨어지게 마련인 운명을 감수할 것 등이 요구된다. 또한 학문이 사실의 객관적 인식에 노력하는 전문적 '직업'인 이상 사실판단(事實判斷)과 가치판단(價値判斷)을 엄격히 구별하고 학자로서의 교사는 특정한 세계관이나 당파의 입장에서 학생을 지도해서는 안 된다는 것을 강조하며 끝으로 학문의 직분으로서 ⑴ 예측에 의한 외계(外界)의 지배, ⑵ 사고훈련(思考訓練), ⑶ 명석성이 지적되었다.
이상과 같은 베버의 견해 중에서 '전문폐쇄(專門閉鎖)'나 '교단금욕(敎壇禁慾)', '가치판단 배격' 등의 과도한 강조에 대해서는 여러 가지 비판을 받았다.